# Eulepidotis sylpha
Eulepidotis sylpha là một loài bướm đêm trong họ Erebidae.